# 伝吉田寺跡

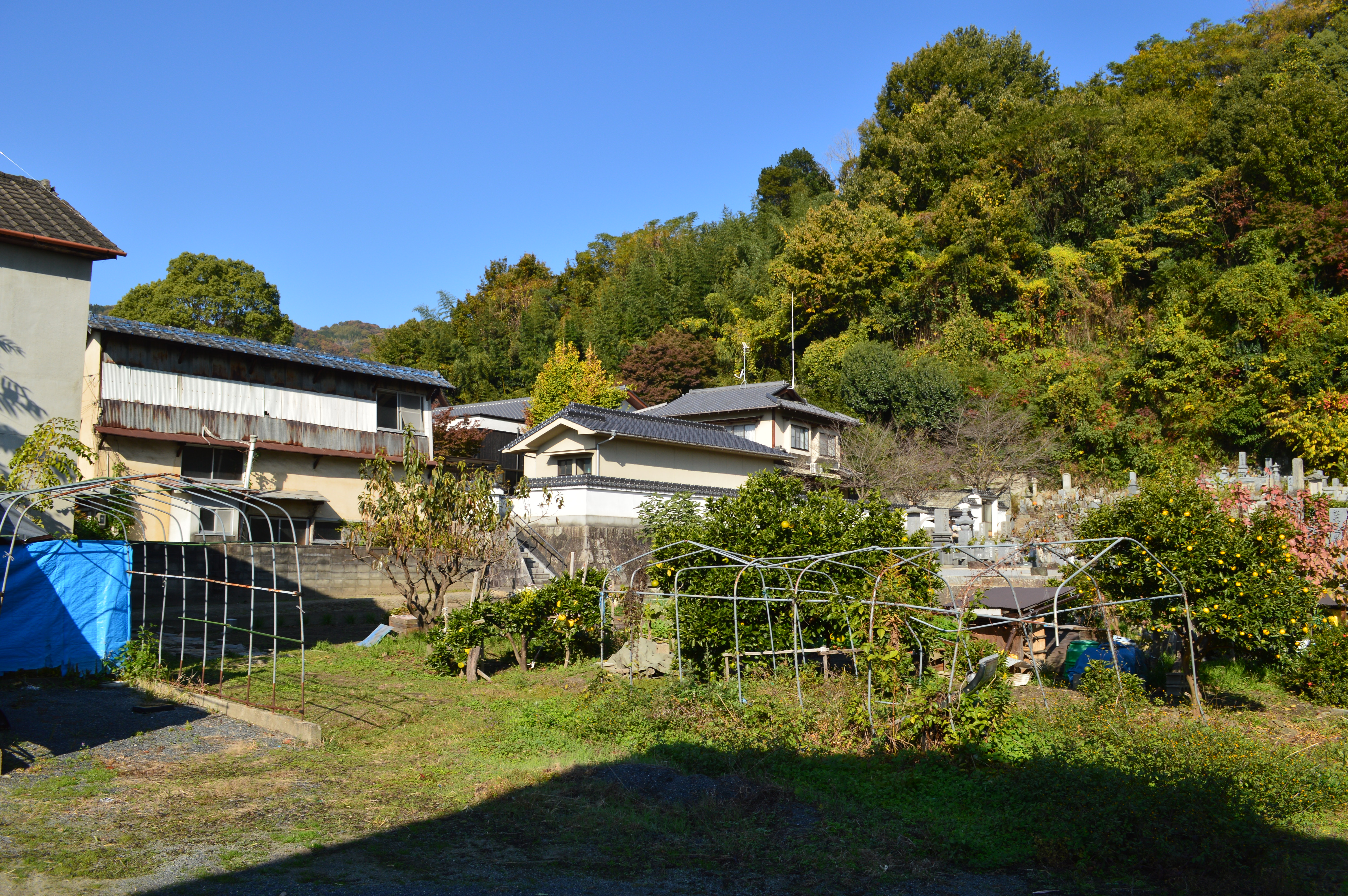
伝吉田寺 概観手前右に塔跡、左奥に推定金堂跡（金龍寺境内）、右奥に講堂跡が所在。

伝吉田寺跡（でんよしだでらあと、町廃寺跡/元町廃寺跡）は、広島県府中市元町・府中町にある古代寺院跡。国の史跡に指定され（史跡「備後国府跡」伝吉田寺地区）、出土品が府中市指定重要文化財に指定されている。

## 概要

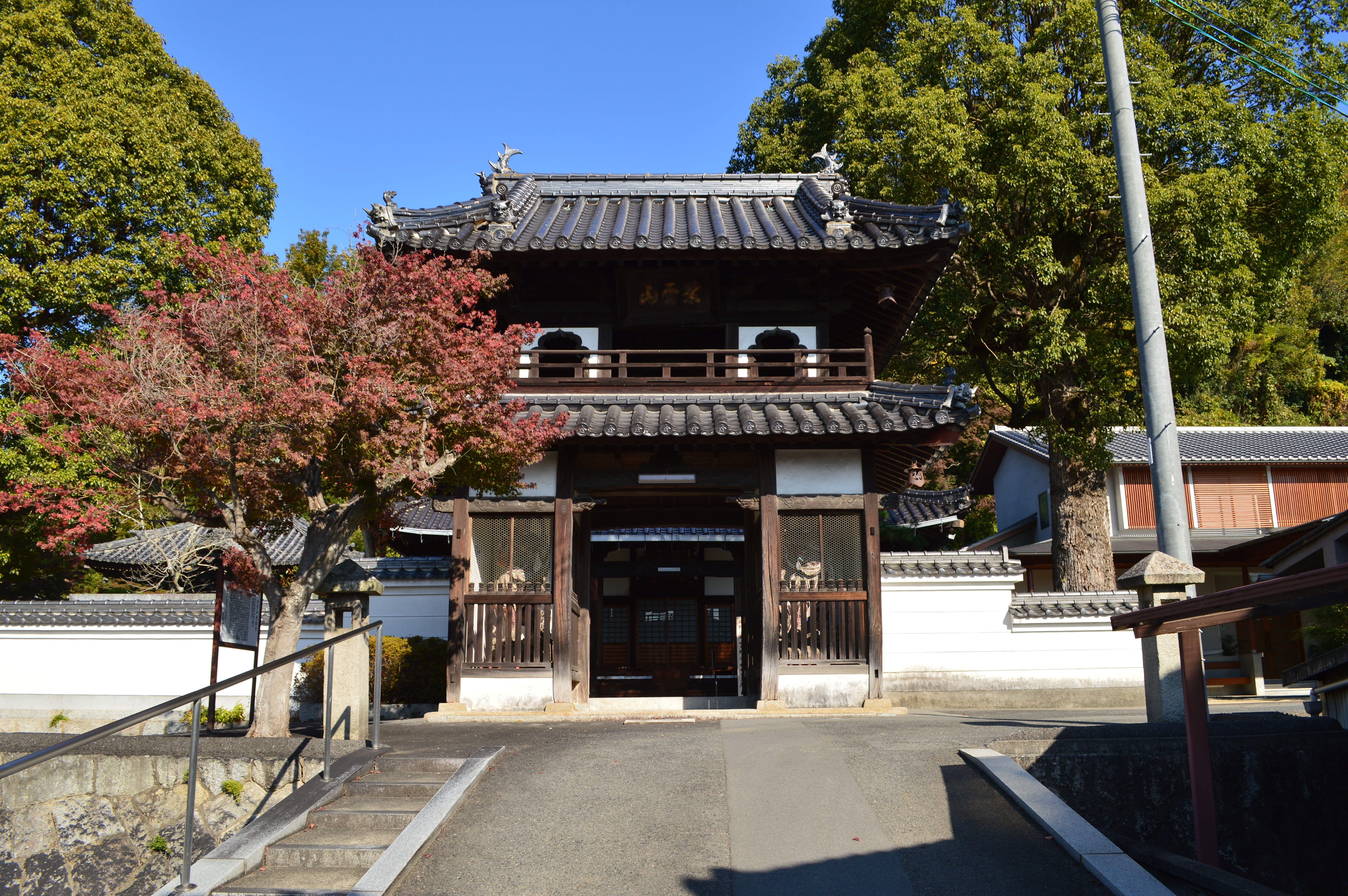
紫雲山金龍寺

広島県南東部、備後国府跡の中枢域（砂山地区付近と推定）から北西約500メートルの山寄せの伝吉田寺地区に位置する。現在は西半を紫雲山金龍寺境内が重複しており、「伝吉田寺」の寺名は近世の地誌『西備名区』・『福山志料』の金龍寺項において同寺の旧名を「吉田寺」と伝えることによる。1942年（昭和17年）以降に発掘調査が実施されている。
伽藍は法起寺式伽藍配置（観世音寺式伽藍配置）で、金堂（未確認）を西、塔を東、講堂を北に配する。創建は白鳳期の7世紀後半頃で、7世紀末-8世紀初頭頃には伽藍を備えた寺院となり、中世期前半までの存続は認められるが、その後廃絶したと推定される。備後国府に近接する準官寺であり国府寺とする説もあり、国府中枢に関わる宗教施設として備後国府の景観を考察するうえで重要視される寺院跡になる。
寺域は2019年（令和元年）に国の史跡に指定されている（既指定の史跡「備後国府跡」に追加指定）。

## 歴史

### 古代
創建は不詳。発掘調査によれば、白鳳期の7世紀後半頃の創建と推定される。「吉田寺」とされる寺名について、『福山志料』では「葦田」の略と伝えており、郡名を冠する寺院の可能性がある。そして7世紀末-8世紀初頭頃には伽藍を備えた寺院となったと見られる。
発掘調査では中世期前半の12世紀後半頃までの存続は確認されるが、その後廃絶したと推測される。

### 近代以降
近代以降の変遷は次の通り。
- 明治年間（1868-1912年）、古瓦・礎石の出土[2]。
- 1942年（昭和17年）、発掘調査。礎石の検出・瓦の出土、法起寺式伽藍配置と推定（豊元国ら）[1]。
- 1943年（昭和18年）3月26日、一部が広島県指定史跡に指定[3]。
- 1967年（昭和42年）2月10日、出土品が府中市指定重要文化財に指定[4]。
- 1968年（昭和43年）、発掘調査。塔跡基壇の確認（広島県教育委員会・広島大学、1968年に概報刊行）[1]。
- 1994年（平成6年）、金龍寺石垣改修に伴う調査（府中市教育委員会、1997年に報告書刊行）。
- 2003年（平成15年）、個人住宅建築に伴う調査（府中市教育委員会、2005年に報告書刊行）。
- 2016-2017年（平成28-29年）、金龍寺書院建て替えに伴う試掘調査（府中市教育委員会）。
- 2018年度（平成30年度）、発掘調査（府中市教育委員会、2019年に報告書刊行）[1]。
- 2019年（令和元年）10月16日、既指定の国の史跡「備後国府跡」に追加指定[5][6]。
- 2020年度（令和2年度）、個人住宅建築に伴う調査。回廊礎石の検出（府中市教育委員会）。

## 遺構

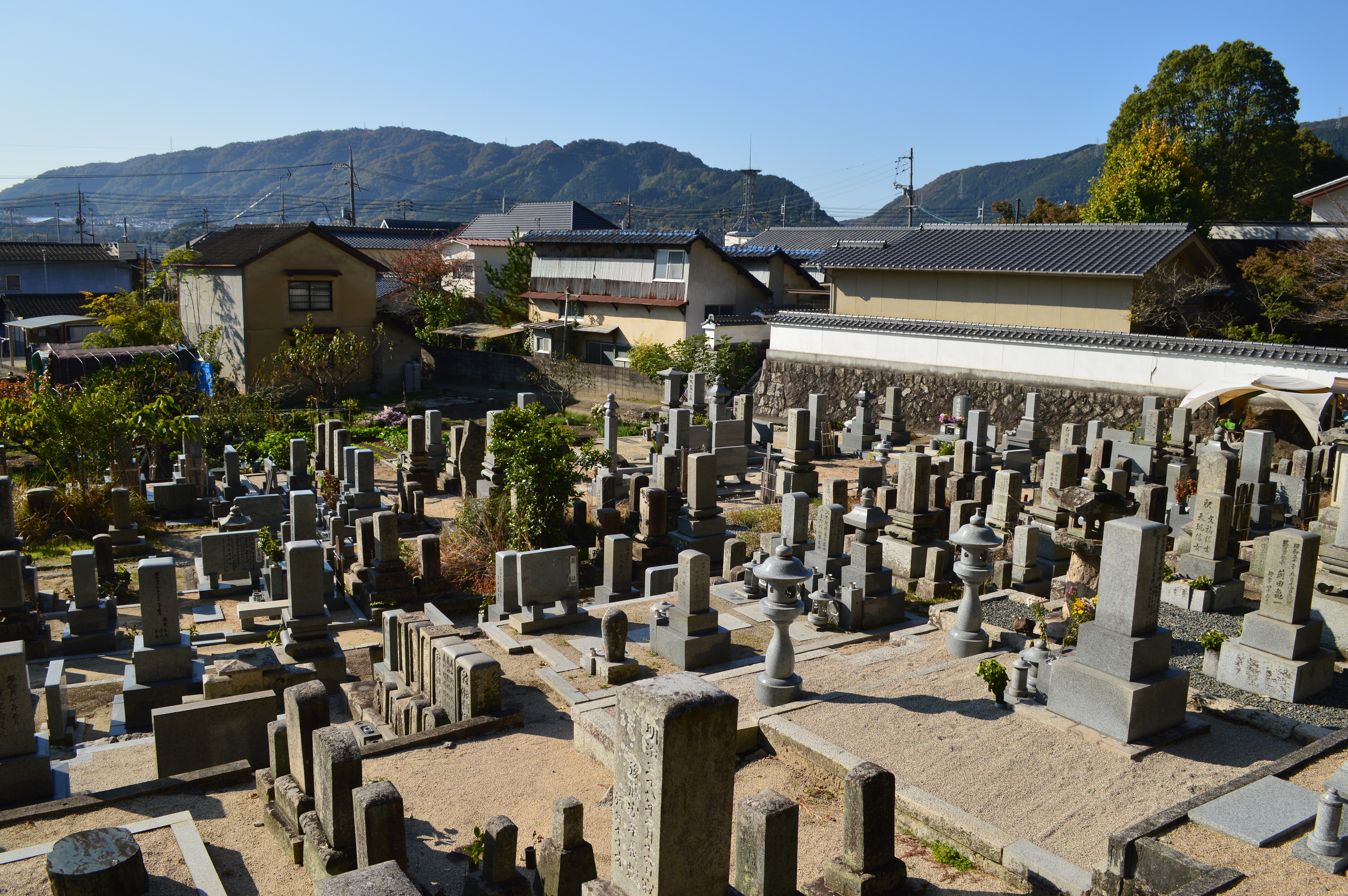
講堂跡から望む左奥に塔跡、右奥に推定金堂跡が所在。

寺域は不明。金堂（未確認：金龍寺境内と重複）を西、塔を東、講堂を北に配する法起寺式伽藍配置（観世音寺式伽藍配置）と推定され、主要伽藍として塔跡・講堂跡の遺構が認められる。遺構の詳細は次の通り。
塔
釈迦の遺骨（舎利）を納めた塔。寺域東寄りに位置する。基壇は一辺14.5メートルを測る。基壇化粧は乱石積基壇。金龍寺境内には塔心礎と伝わる石が遺存する。
講堂
経典の講義・教説などを行う建物。寺域北寄りに位置する。基壇の一部が検出されている。12世紀後半頃の建て替えが認められる。
2018年度の調査では主要伽藍の南方中軸線上で8世紀後半頃の掘立柱建物（9世紀後半頃に礎石建物に建て替え）が検出されており、門遺構と推定される（創建期の門は別に存在か）。また、そのさらに南方約10メートルでは東西溝が検出されており、寺域南辺と推定される。
寺域からの出土品としては多量の瓦がある。瓦のうちでは藤原宮式軒瓦・川原寺式軒瓦・ヘラ描き人面瓦が特筆される。また重圏文系鬼瓦は、備後国内では備後国分寺や駅家といった官衙関連施設でも出土しており、伝吉田寺と備後国府との密接な関連を示唆するとして注目される。出土品の様相によれば、白鳳期の7世紀後半頃の創建で、7世紀末-8世紀初頭頃には伽藍を備えた寺院となり、中世期前半の12世紀後半にも寺域南側の整地や講堂の建替等の存続が認められるが、その後廃絶したと推定される。

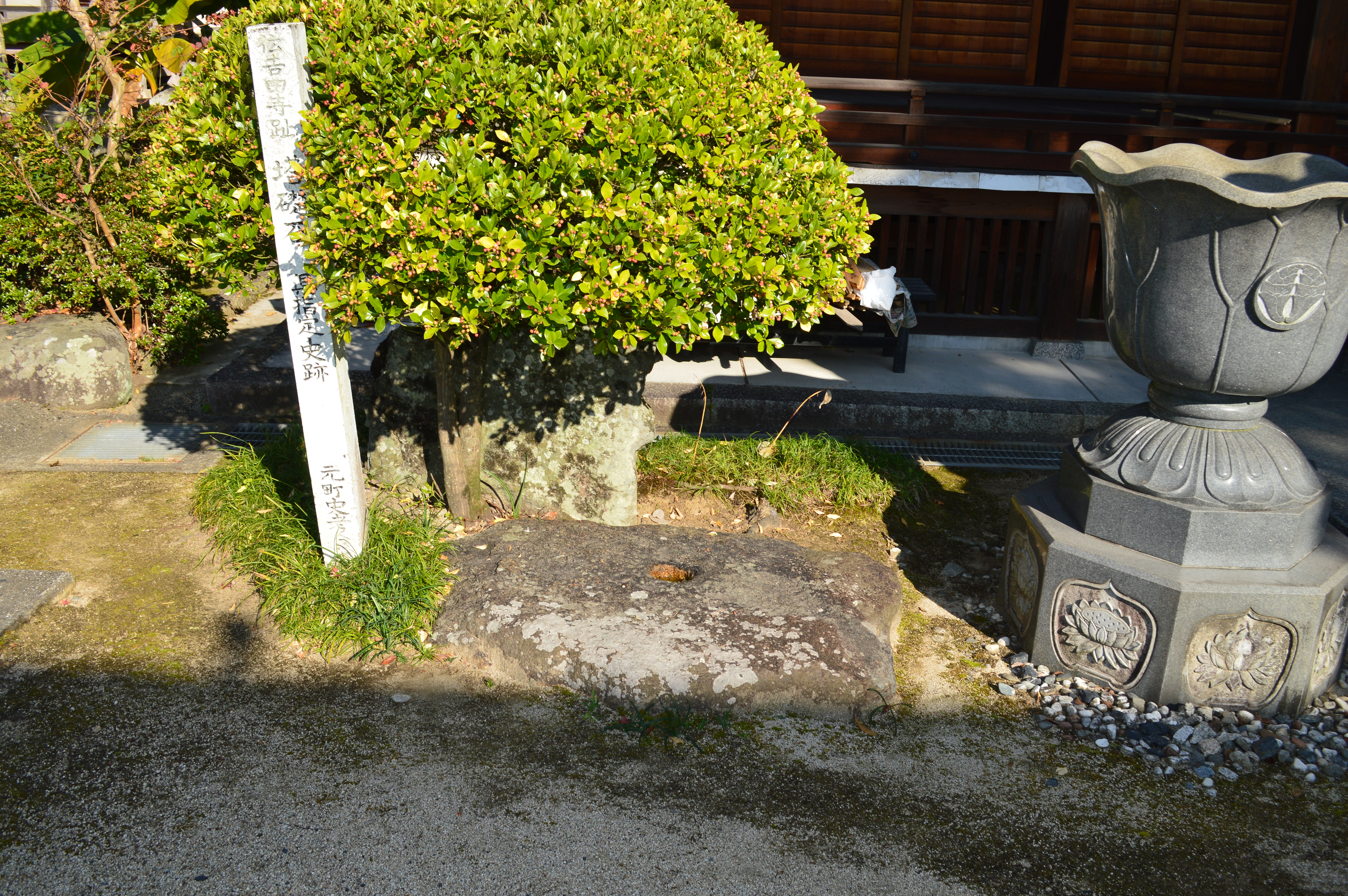
金龍寺境内の伝塔心礎

## 文化財

### 府中市指定文化財
- 重要文化財（有形文化財）
  - 伝吉田寺跡出土品（考古資料） - 1967年（昭和42年）2月10日指定[4]。

## 関連文献
（記事執筆に使用していない関連文献）
- 『伝吉田寺跡発掘調査概報』広島県教育委員会、1968年。
- 『府中市内遺跡3（府中市埋蔵文化財調査報告 第8冊 ）』府中市教育委員会、1997年。
- 『府中市内遺跡9（府中市埋蔵文化財調査報告 第17冊 ）』府中市教育委員会、2005年。